# Усово (Калужская область)
У́сово — деревня в Козельском районе Калужской области. Входит в состав Сельского поселения «Деревня Лавровск».

## География
Деревня находится на расстоянии примерно 4 км к северо-западу от города Козельск, административного центра района.

### Часовой пояс
Деревня Усово, как и вся Калужская область, находится в часовой зоне МСК (московское время). Смещение применяемого времени относительно UTC составляет +3:00.

## Население
| 2002 | 2010 |
| ---- | ---- |
| 29   | ↗35  |

## Улицы
В деревне имеется одна улица — Колхозная.